# Al-Hamra (Oman)
Al-Hamra (arab. ‏الحمراء‎, Al-Ḩamrā’) – miasto w północnym Omanie, w muhafazie ad-Dachilijja. Leży u podnóża Dżabal Szams – najwyższej góry kraju, na wysokości około 600 m n.p.m. Według spisu ludności w grudniu 2010 roku liczyło 9356 mieszkańców. Jest siedzibą administracyjną wilajetu Al-Hamra, który w 2010 roku liczył 19 509 mieszkańców.
Al-Hamra rozwinęła się jako ośrodek rolniczy w XVII wieku za czasów panowania dynastii Jaruba. W mieście dominuje tradycyjna zabudowa w postaci trzy- i czterokondygnacyjnych domów z glinianej cegły. W dole doliny znajduje się oaza z plantacją palm daktylowych nawadnianą faladżem doprowadzającym wodę ze źródła na zboczach góry. W odróżnieniu od innych miast tej wielkości, Al-Hamra nie posiada fortu ani ratusza. Kilka starych domów przy głównej ulicy przerobiono na muzea.
Na wschód od miasta Al-Hamra znajduje się jaskinia Kahf al-Huta. Z kolei na północ od miasta, na zboczu góry znajduje się malownicza wioska Misfat al-Abrijin (Misfa).